# Пінгрі-Гроув (Іллінойс)
Пінгрі-Гроув (англ. Pingree Grove) — селище (англ. village) в США, в окрузі Кейн штату Іллінойс. Населення — 10 365 осіб (2020).

## Географія
Пінгрі-Гроув розташоване за координатами 42°5′9″ пн. ш. 88°26′10″ зх. д. / 42.08583° пн. ш. 88.43611° зх. д. (42.085749, -88.436244).  За даними Бюро перепису населення США в 2010 році селище мало площу 9,51 км², уся площа — суходіл.

## Демографія
Згідно з переписом 2010 року, у селищі мешкали 4532 особи в 1517 домогосподарствах у складі 1175 родин. Густота населення становила 477 осіб/км².  Було 1626 помешкань (171/км²).
Расовий склад населення:
| - 79,5 % — білих - 6,5 % — азіатів - 2,4 % — чорних або афроамериканців - 8,2 % — осіб інших рас |

До двох чи більше рас належало 3,3 %. Частка іспаномовних становила 22,0 % від усіх жителів.
За віковим діапазоном населення розподілялося таким чином: 32,3 % — особи молодші 18 років, 64,1 % — особи у віці 18—64 років, 3,6 % — особи у віці 65 років та старші. Медіана віку мешканця становила 30,0 року. На 100 осіб жіночої статі у селищі припадало 94,7 чоловіків;  на 100 жінок у віці від 18 років та старших — 93,0 чоловіків також старших 18 років.
Середній дохід на одне домашнє господарство  становив 91 024 долари США (медіана — 76 258), а середній дохід на одну сім'ю — 88 414 долари (медіана — 76 521). За межею бідності перебувало 18,7 % осіб, у тому числі 33,1 % дітей у віці до 18 років та 34,6 % осіб у віці 65 років та старших.
Цивільне працевлаштоване населення становило 2891 осіб. Основні галузі зайнятості: освіта, охорона здоров'я та соціальна допомога — 21,1 %, виробництво — 16,5 %, фінанси, страхування та нерухомість — 10,0 %, транспорт — 8,5 %.